# Hans Schmeer
Hans Schmeer (* 13. September 1902 in München; † 6. April 1978 in Tutzing) war ein deutscher Bibliothekar.

## Leben
Schmeer besuchte das Alte Realgymnasium in München, studierte anschließend Germanistik, Geschichte, Philosophie und Geographie in München und legte 1925 das Staatsexamen ab. Im selben Jahr wurde er in München auch promoviert. 1927 begann Schmeer das Bibliotheksreferendariat an der Bayerischen Staatsbibliothek und schloss 1929 als Bibliotheksassessor ab. 1930 wurde er nichtetatmäßiger Beamter an der Staatsbibliothek, ein Jahr später Staatsbibliothekar und 1951 Staatsoberbibliothekar. Ab 1954 war er Direktor der Münchner Stadtbibliothek.

## Schriften (Auswahl)
- Der Begriff der 'schönen Seele', besonders bei Wieland und in der deutschen Literatur des 18. Jahrhunderts. Ebering, Berlin 1926 (Germanische Studien; 44).
- Wissenschaftskunde: ein Überblick. Stichnote, Hamburg 1950.
- München im Buch. Auswahl-Katalog der Stadtbibliothek München – Monacensia-Abteilung, 2 Bd., Stadtbibliothek, München 1958.
- Frank Wedekind zum 100. Geburtstag Stadtbibliothek, München 1964.